# Oswald Zimmermann

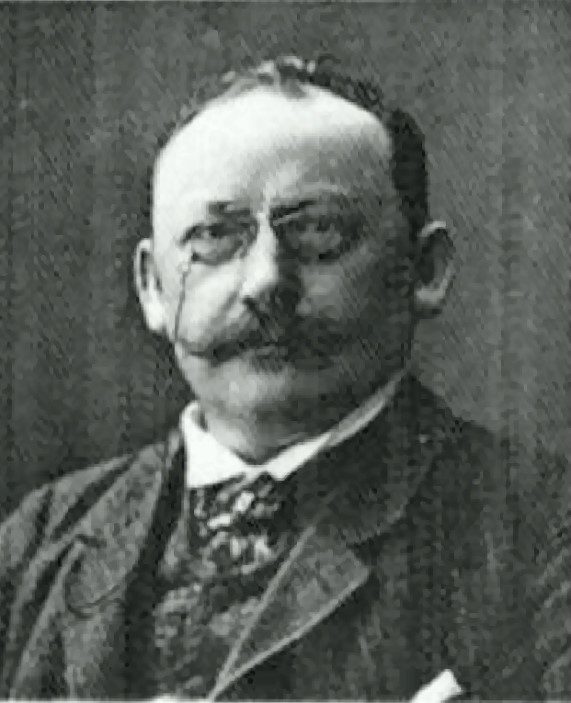
Oswald Zimmermann

Oswald Franz Alexander Zimmermann (* 5. Februar 1859 in Neumarkt in Schlesien; † 30. Mai 1910 in Dresden) war ein deutscher Journalist und Politiker (DRP bzw. DSRP).  Ab den 1890er Jahren war er eine zentrale Figur im parteipolitischen Antisemitismus im Königreich Sachsen und auf Reichsebene. Er war von 1890 bis 1898 und von 1904 bis 1910 Mitglied des Reichstages.

## Leben
Oswald Zimmermann besuchte von 1871 bis 1879 die Volksschule und das Gymnasium in Ohlau und studierte von 1879 bis 1883 in Breslau und Leipzig Philosophie und Volkswirtschaft. Während seines Studiums wurde er Mitglied der Alten Breslauer Burschenschaft der Raczeks.
Seit 1883 war er Mitglied im Deutschen Reformverein in Dresden. Zimmermann beteiligte sich an der Gründung weiterer sogenannter Reformvereine in Sachsen und vereinigte diese mit der Böckel-Bewegung zur Antisemitischen Volkspartei (später Deutsche Reformpartei). Das Zentrum von Zimmermanns Wirkungskreis bildete Dresden, wo er die Deutsche Wacht herausgab und sein Reformverein lange die Lokalpolitik dominierte.
Anfang der 1890er-Jahre verdrängte Zimmermann Otto Böckel aus der Parteiführung und leitete die 1894 vollzogene Vereinigung von Deutschsozialen und „Reformern“ ein. In der DSRP teilte er sich den Vorsitz mit Max Liebermann von Sonnenberg. Innerhalb der Partei eskalierte der Machtkampf zwischen Liebermann und Zimmermann, als sich die Reformer in ihrer Hochburg Sachsen bei der Reichstagswahl 1898 nicht behaupten konnten und Zimmermann selbst nicht in den Reichstag gewählt wurde. Als Liebermann daraufhin versuchte, die alleinige Kontrolle über die Partei zu gewinnen, führte dies 1900 zur Spaltung. Zimmermann blieb Vorsitzender der Rumpf-DSRP, die sich 1903 wieder in Deutsche Reformpartei umbenannte.
Zimmermann und seine „Reformer“ konnten zeitweilig vom Niedergang des politischen Liberalismus in Sachsen profitieren und sich in Wahlen als bürgerliche Funktionspartei zur Verhinderung sozialdemokratischer Mehrheiten anbieten. Das Anwachsen der SPD zur Massenpartei und Konflikte in der Zusammenarbeit mit konservativen und agrarischen Interessengruppen führten zum Niedergang der antisemitischen Bewegung in Sachsen. Auf Kommunal- und Landesebene verloren die Antisemiten durch die Verschärfung der Wahlrechtsbestimmungen an Bedeutung.
Oswald Zimmermann verstarb 1910 in Dresden und wurde auf dem Johannisfriedhof beigesetzt.

## Abgeordneter

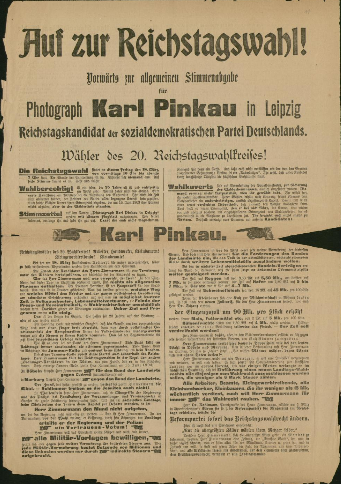
Polemik der SPD gegen Zimmermann bei der Reichstagsnachwahl 1904

Von 1890 bis 1898 und von 1904 bis 1910 war er Mitglied des Reichstags. Er wurde 1890 im Reichstagswahlkreis Großherzogtum Hessen 3 (Alsfeld-Lauterbach), 1893 im Wahlkreis Königreich Sachsen 5 (Dresden links der Elbe) und ab 1904 im Wahlkreis Königreich Sachsen 20 (Zschopau-Marienberg) gewählt. Eine Kandidatur 1893 im Wahlkreis Königreich Sachsen 2 (Löbau) blieb erfolglos. „Übrigens sächselt er nicht“, notierte ein Reichstagsberichterstatter 1907.
Von 1903 bis 1908 war er außerdem als Vertreter des 10. städtischen Wahlkreises (Frankenberg, Hainichen, Mittweida) Abgeordneter in der II. Kammer des Sächsischen Landtags.